# San Vicente, Colombia
San Vicente är en ort i Colombia.   Den ligger i departementet Antioquía, i den centrala delen av landet, 230 km nordväst om huvudstaden Bogotá. San Vicente ligger 2 099 meter över havet och antalet invånare är 5 020.
Terrängen runt San Vicente är kuperad norrut, men söderut är den platt. Runt San Vicente är det ganska tätbefolkat, med 185 invånare per kvadratkilometer. Närmaste större samhälle är Marinilla, 6,6 km söder om San Vicente. Omgivningarna runt San Vicente är en mosaik av jordbruksmark och naturlig växtlighet.